# プラタート・プラチャムピークート
プラタート・プラチャムピークート（タイ語: พระธาตุประจำปีเกิด)）は、簡単に訳せば「生まれた年齢に属するプラタート（仏塔）」という意味。ラーンナー地域の仏教信仰の1つの形態に、人の運命は生まれた年の十二支に支配されており、自分の属する十二支の仏塔に詣でなければならないという信仰があり、巡礼が行われていた。また、現在もそのような巡礼がある。
もともと十二支に対するこの信仰は、タイ族のインド化以前から存在していたと見られるが、インド化によりアニミズム的な要素を持つ土地神が追いやられ、仏陀に何らかの関係があるとされる寺院に置き換えられ、巡礼が行われるようになったと考えられている。
しかしながら巡礼すべきとされる仏塔は、必ずしもラーンナー世界にあるものではなく、遠くはインドやミャンマーにもある。また、タイ国内でも、ナコーンパトム県やウボンラーチャターニー県など遠隔地に拡散している。なお、巡礼すべき仏塔には諸説があり一定しない。

## 仏塔の一覧
特に断りがない限り参考文献の Keyes (1975) による。
| 誕生年 | 仏塔 | 所在地 |
| ------ | --- | --- |
| 子年   | プラタート・シーチョームトーン                                                                                     | チエンマイ県チョームトーン郡                                                                                       |
| 丑年   | プラタート・ラムパーンルワン                                                                                       | ラムパーン県コカー郡                                                                                               |
| 寅年   | プラタート・チョーヘー                                                                                             | プレー県プレー市                                                                                                   |
| 卯年   | プラタート・チェーヘーン                                                                                           | ナーン県プーピエン分郡                                                                                             |
| 辰年   | シヒン仏ないしプラタート・プラシン                                                                                 | チエンマイ県ムアンチエンマイ郡                                                                                     |
| 巳年   | マハーボーディ寺院の菩提樹 （不可能な場合はワット・チェットヨート ないしプラタートチェーディー・シーマハーポート） | インド・ブッダガヤ （前者はチエンマイ県チエンマイ市 後者はウボンラーチャターニー県ムアンウボンラーチャターニー郡） |
| 午年   | シュエダゴン・パゴダ （不可能な場合はプラ・ボーロマタート）                                                        | ミャンマーヤンゴン （ターク県バーンターク郡）                                                                      |
| 未年   | プラタート・ドーイステープ                                                                                         | チエンマイ県チエンマイ市                                                                                           |
| 申年   | プラタート・パノム                                                                                                 | ナコーンパノム県タートパノム郡                                                                                     |
| 酉年   | プラタート・ハリプンチャイ                                                                                         | ラムプーン県ラムプーン市                                                                                           |
| 戌年   | プラ・ケートケーオチュラーマニー （通常はワット・ケートカーラームの仏塔）                                          | 天国 （チエンマイ県チエンマイ市）                                                                                  |
| 亥年   | プラタート・ドーイトゥン                                                                                           | チエンラーイ県メーファールワン郡                                                                                   |